# Gekko alpinus
Gekko alpinus — вид ящірок родини геконових (Gekkonidae). Описаний у 2024 році.

## Поширення
Ендемік Китаю. Поширений у басейні річки Цзіньша на південному заході Китаю, на прикордонні повіту Маркам Тибетського автономного району і повіту Батанг провінції Сичуань. Типова місцевість: «(29.615722° пн. ш., 99,02285° сх. д.; 2542 м н. р. м.), від села Чжубалонг, округ Батанг, автономна префектура Ганзі-Цзан, провінція Сичуань, Китай». Мешкає у горах Гендуаншань на висоті від 2400 до 2542 м над рівнем моря.

## Опис
Ящірка помірного розміру, SVL 56,44–74,16 мм у дорослих. Дорсальна поверхня тіла з шістьма або сімома великими темно-коричневими смугами між потилицею та крижами.